# Kgomotso Sefolosha
 (octobre 2018).
Si vous disposez d'ouvrages ou d'articles de référence ou si vous connaissez des sites web de qualité traitant du thème abordé ici, merci de compléter l'article en donnant les références utiles à sa vérifiabilité et en les liant à la section « Notes et références ».
Kgomotso Joël Sefolosha est un joueur suisse de basket-ball, originaire d'Afrique du Sud de par son père le musicien Pat Sefolosha et suisse de par sa mère l'artiste peintre Christine Sefolosha, né le 7 mars 1983.

## Biographie
Il a évolué dans différents clubs en Suisse et en France de 2000 à 2007, et a fait partie de l'équipe nationale suisse de 2004 à 2007. En 2007, à seulement 24 ans, il prend sa retraite sportive. En 2010 il revient au Blonay Basket en 3e division suisse puis en 2e division de 2011 à 2013 au Vevey Riviera Basket.
Il est le frère du joueur de NBA Thabo Sefolosha.
En 2012 il épouse Peggy Sefolosha sa compagne depuis 2005 avec laquelle il a un enfant.
Frères et sœurs : Kgomotso Sefolosha, Mapule Sefolosha, Dineo Sefolosha, Christophe Sefolosha

## Carrière
- 2000-2002 :  Vevey Riviera Basket (LNA, D1)
- 2004-2005 :  Saint-Étienne Basket (Pro B, D2)
- 2005-2006 :  ESPE Châlons-en-Champagne (Pro B, D2)
- 2006-2007 :  BBC Monthey (LNA, D1)
- 2010-2011 :  Blonay Basket (1re Ligue, D3)
- 2011-2013 :  Vevey Riviera Basket (LNB, D2)